# Königstedt
Königstedt [kö:nigstet] (finska: Königstedtin kartano) är en herrgård i stadsdelen Sjöskog i Vanda stad i Nylands landskap. Herrgården fungerar som finska statens representationsherrgård. Den nuvarande huvudbyggnaden stod färdig 1816 och byggdes av statsråd Jacob Wilhelm Hisinger. Under 1930-talet fick byggnaden sitt nuvarande utseende efter ritningar av arkitekt Jarl Eklund.
Herrgårdens område omfattar 35 hektar, som i söder gränsar mot Vanda å, i övriga väderstreck av åkrar och lövskogar. Tillträde sker endast med tillstånd via herrgårdens portar från nordost.

## Historia
Helsinge sockens dåvarande länsman Olav Nilsson nämns som herrgårdens första ägare 1511. Drottning Kristinas förmyndarregering donerade herrgården till Matts Tönnesson Creutzhammer 1633. Åren 1660–1669 tillhörde herrgården Fredrik Löwe. Herrgården fick sitt nuvarande namn av kapten Johan Köhnn då han adlades under namnet von Köhnnigstedt.
Under 1900-talet har herrgården ägts av bland annat Mikael Gripenberg och friherre Gustaf Wrede. Staten köte herrgården 1961 av friherrinnan Asta Wrede. Herrgården gjores om till statens representationslokal.
Under historiens lopp har gården haft jordbruks-, häst- och boskapsverksamhet. Dessutom har gården tillverkat bland annat glas och odlat äpplen. Vid forsen har det funnits en kvarn och ett sågverk. De gamla kvarnstenarna har bevarats i stenläggningen framför entrén.

## Arkitektur

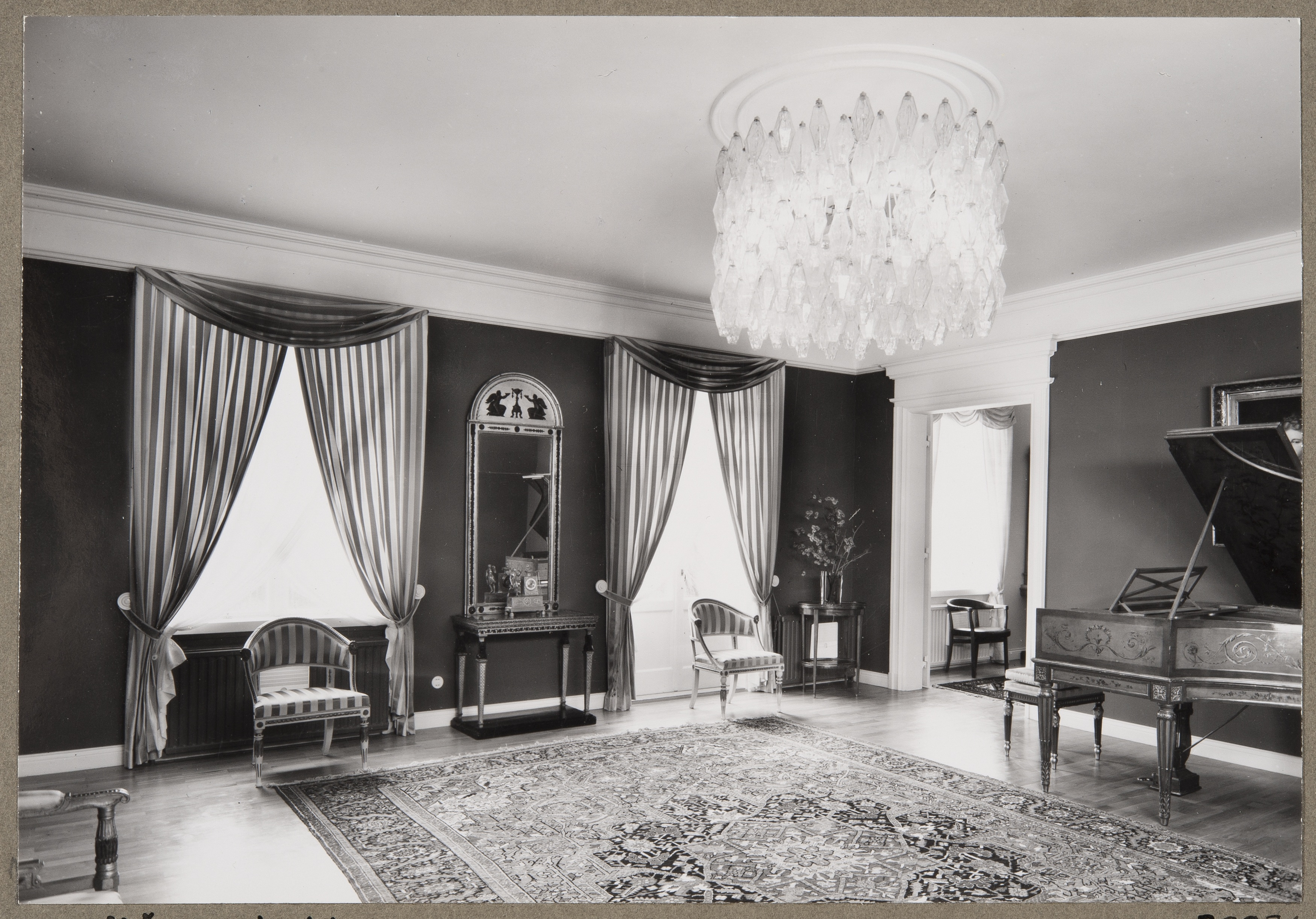
Salen 1964

Statsrådet Jacob Wilhelm Hisinger lät bygga herrgårdens nuvarande huvudbyggnad 1816. Enligt hörsägen var arkitekten Carl Ludvig Engel, men troligtvis ritades Königstedt av Engels assistent Pehr Granstedt. Sitt nuvarande nyklassisistiska utseende fick herrgården på 1930-talet i de ombyggnadsarbeten som planerades av arkitekt Jarl Eklund, då bland annat den utskjutande tympanonen och kolonnerna på fasaden mot trädgården lades till. Fasaderna har sedan 1825 varit målade med oljefärg i en kombination av gult och vitt.
Herrgårdens interiör i empir tog skada under 1950- och 1960-talens radikala moderniserningar då bland annat tvättrummen och toaletterna samt värme- och vattenledningssystemen förnyades. Vid restaureringen 1962–1963 återställdes salongen i empirstil och de övriga rummen i en mera borgerlig biedermeierstil. I den senaste grundrenoveringen som blev klar 1997 försökte man återskapa den ursprungliga stilen under ledning av museiproffs. Interiörernas färgsättning baserar sig på empirens grå färgskala och kompletterande starka färgtoner. Herrgårdens empiremöblemang har kompletterats med gustavianska möbler i övre våningen och nyrokokomöbler i bottenvåningen.
På bottenvåningen av herrgårdens två våningar finns entréhall, bibliotek, matsal, gula salen för mottagningar, gröna salongen och blå kaffesalongen. I den övre våningen ligger konferensrum och två övernattningsrum.
Kring huvudbyggnaden ligger en park där det finns en strandbastu med grästak.

## Nuvarande användning

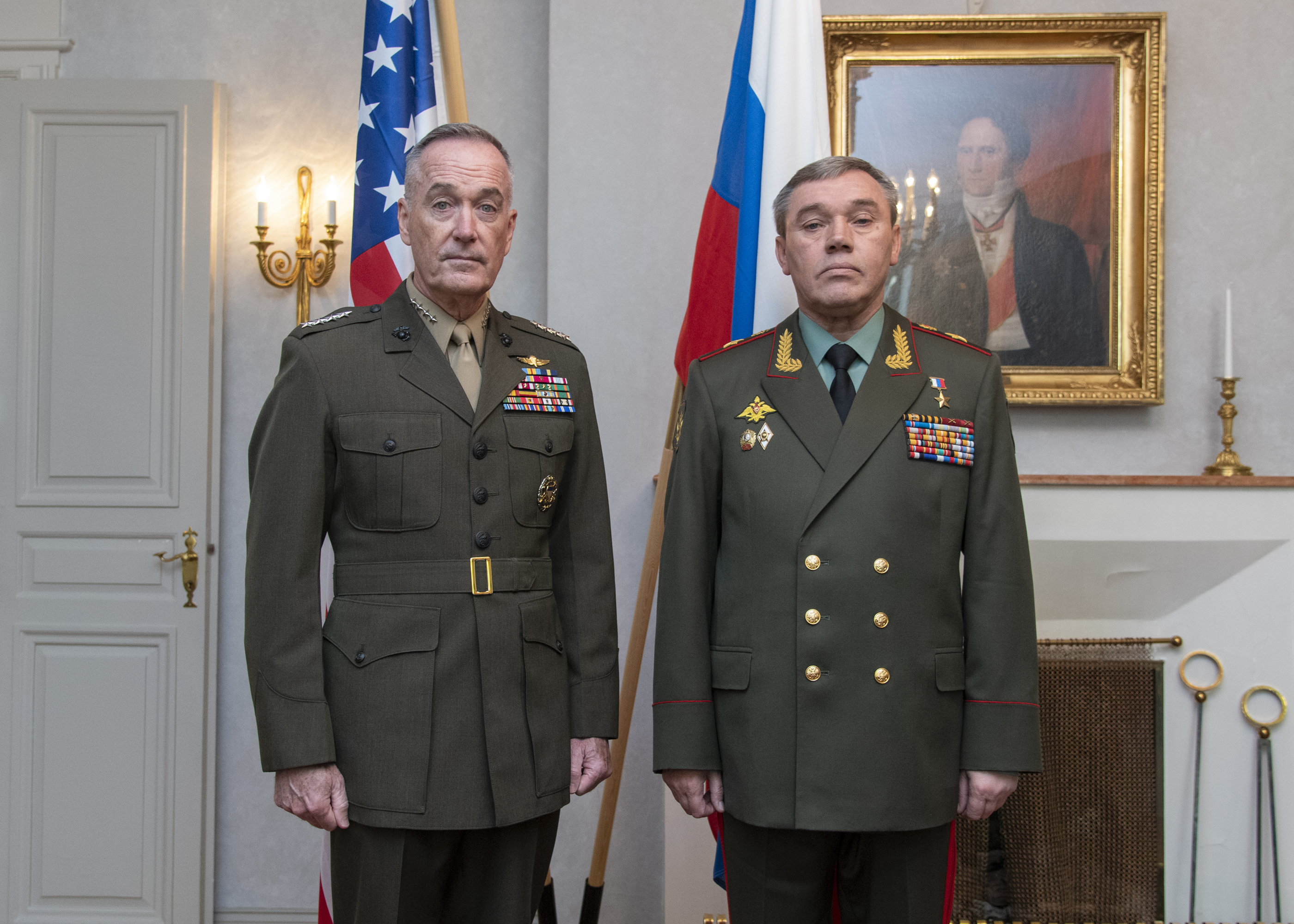
General Joe Dunford och general Valerij Gerasimov möts på Königstedt under ett möte mellan USA:s och Rysslands försvarschefer.

Königstedt används av finska regeringens ministrar, justitiekanslern, riksdagens talmän och generalsekreterare, ministeriernas chefer, chefer för statliga verk, högsta domstolen och högsta förvaltningsdomstolen. Flera statschefer har besökt Königstedt  under årtiondens lopp. Königstedt har bland annat stått värd för fredsförhandlingarna mellan Rörelsen för ett fritt Aceh och Indonesiens regering, ledda av Martti Ahtisaari. 